# Піддані революції
«Піддані революції» (рос. «Подданные революции») — радянський історико-біографічний фільм 1987 року.

## Сюжет
У даному фільмі розповідається про перші кроки юного комісара, призначеного в дивізію на Східному фронті і зміцнюючого революційну дисципліну, про важкі бої за взяття Симбірська влітку 1918 року в складі 1-ї Радянської армії під командуванням Тухачевського, про участь в обороні Луганська навесні 1919 року. Паралельно комісар переживає складну особисту ситуацію, пов'язану з любовним трикутником між ним, командиром Лацисом і медсестрою Іриною.
Нововведенням для радянського кінематографа є показані у фільмі сумніви комісара в правильності революційного шляху, розтрощення при братовбивчому кровопролитті громадянської війни, еротичні сцени, а у фінальній сцені штурму висоти «Гостра Могила» — нотки приреченості, через показ загибелі всіх головних героїв.

## У ролях
- Андіс Стродс —  Генріх Звієдріс
- Гінтс Озоліньш — Ян Лацис, начдив
- Віктор Ющенко —  Володимир Олександрович Максимов, начштабу
- Анатолій Рудаков —  червоноармієць Шариков
- Олена Костіна —  Ірина
- Андрій Погодін —  Валеріан Володимирович Куйбишев
- Микола Кочегаров —  Михайло Миколайович Тухачевський
- Мурад Джанибекян — Гай
- Лесь Сердюк —  Опанасенко
- Валерій Сторожик —  Етьєн
- Іварс Пуга —  Отто Штарке, німецький інтернаціоналіст
- Катерина Урманчеєва —  Ася
- В'ячеслав Глушков —  Іван Васильків, комполка
- Юрій Юрченко —  Сурков
- Володимир Чуприков —  Говорков
- Віталій Матвєєв —  Сурогін

## Знімальна група
- Режисер — Сергій Мартьянов
- Сценаристи — Юлій Карасик, Наталія Синельникова
- Оператор — Сергій Гаврилов
- Композитор — Юрій Каспаров
- Художник — Валерій Кукенков